# 2004 UE10
2004 UE10, também escrito como 2004 UE10, é um objeto transnetuniano que está localizado no Cinturão de Kuiper, uma região do Sistema Solar. Este corpo celeste é classificado como um provável plutino, pois, o mesmo está em uma ressonância orbital de 2:3 com o planeta Netuno. Ele possui uma magnitude absoluta de 7,7 e tem um diâmetro estimado com 127 km.

## Descoberta
2004 UE10 foi descoberto no dia 18 de outubro de 2004 pelo astrônomo Marc W. Buie.

## Órbita
A órbita de 2004 UE10 tem uma excentricidade de 0,114 e possui um semieixo maior de 39,445 UA. O seu periélio leva o mesmo a uma distância de 27,366 UA em relação ao Sol e seu afélio a 43,954 UA.